# Orthonopias triacis
Orthonopias triacis is een straalvinnige vissensoort uit de familie van donderpadden (Cottidae). De wetenschappelijke naam van de soort is voor het eerst geldig gepubliceerd in 1911 door Starks & Mann.